# ميا فان روي
ميا فـان روي هي ممثلة بلجيكية، ولدت في 15 أكتوبر 1944 في تورنهاوت في بلجيكا.

## وصلات خارجية
- ميا فـان روي على موقع IMDb (الإنجليزية)
- ميا فـان روي على موقع ألو سيني (الفرنسية)
- ميا فـان روي على موقع أول موفي (الإنجليزية)
- ميا فـان روي على موقع كينوبويسك (الروسية)